# جون وليامز (سياسي أمريكي، مواليد 1778)
جون وليامز (بالإنجليزية: John Williams)‏ هو دبلوماسي ومحامي وسياسي أمريكي، ولد في 29 يناير 1778 في مقاطعة سوري في الولايات المتحدة، وتوفي في 10 أغسطس 1837 في نوكسفيل في الولايات المتحدة. نشط حزبياً في الحزب الجمهوري الديمقراطي. وقد انتخب سفير وانتخب عضو مجلس الشيوخ الأمريكي (10 أكتوبر 1815 – 4 مارس 1823).